# Cratere Huang Daopo
Huang Daopo  è un cratere sulla superficie di Venere. Deve il suo nome a Huang Daopo (黃道婆T, 黄道婆S), inventrice cinese del XIII e XIV secolo.